# Diecezja Pemba
Diecezja  Pemba – diecezja rzymskokatolicka w Mozambiku. Powstała 5 kwietnia 1957 jako diecezja Porto Amélia. 17 września 1976 otrzymała obecną nazwę.

## Biskupi diecezjalni
- Biskupi Porto Amélia 
  - Bp José dos Santos Garcia, S.M.P. (1957 – 1975)
  - Bp Januário Machaze Nhangumbe (1975– 1976)

- Biskupi Pemby 
  - Bp Januário Machaze Nhangumbe (1976– 1993)
  - Bp Tomé Makhweliha, S.C.I. (1997 – 2000)
  - Bp Francisco Chimoio, O.F.M. Cap. (2000 – 2003)
  - Bp Ernesto Maguengue (2004 - 2012)
  - Bp Luiz Fernando Lisboa (2013 - 2021)
  - Bp António Juliasse Ferreira Sandramo (od 2022)